# 십자선

망원경에 사용되는 다양한 십자선의 비교. 오른쪽 하단은 러시아 SVD 지정 사수 소총의 PSO-1 스코프에서 찾을 수 있는 십자선.

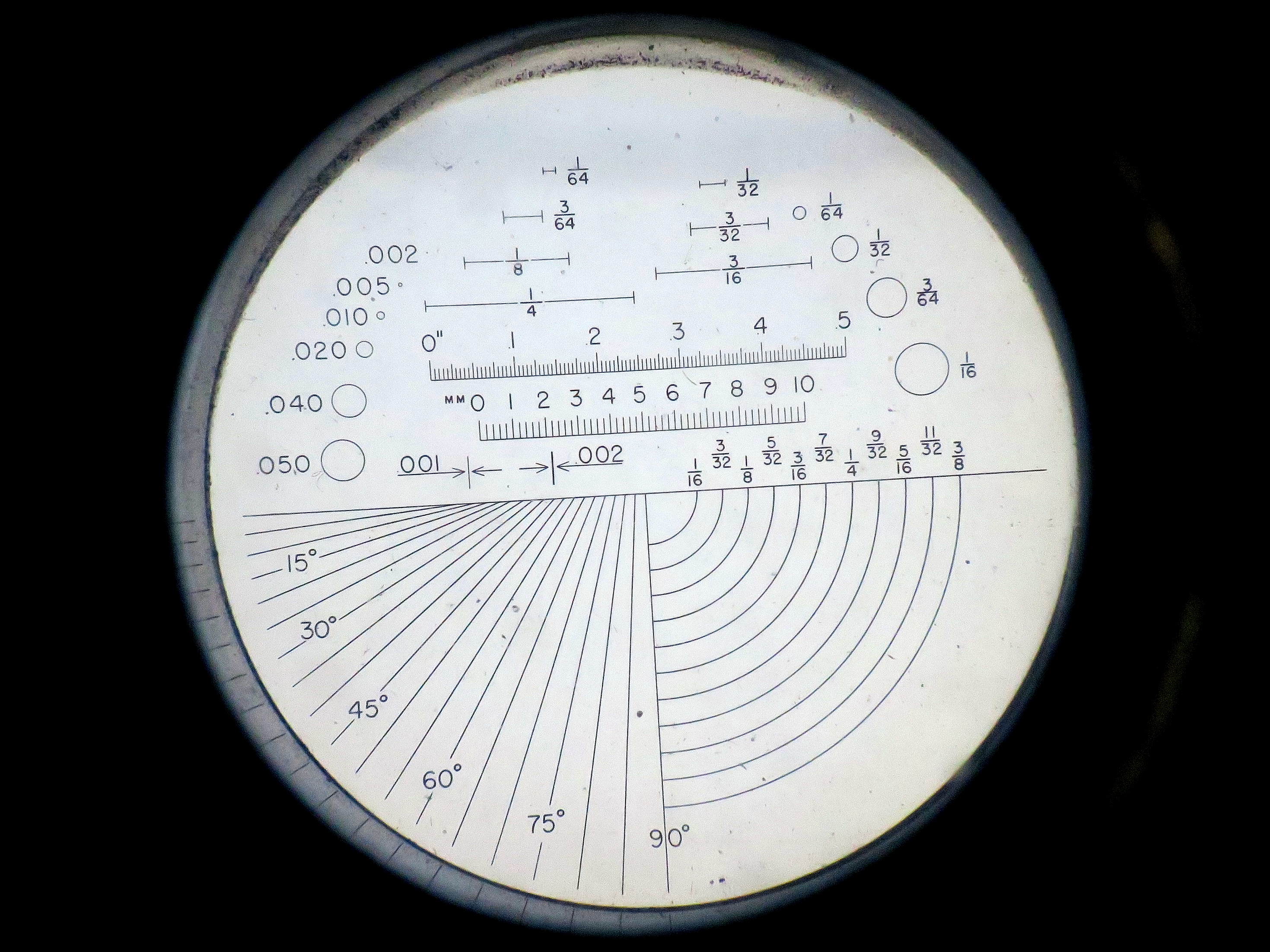
벨 & 하웰 휴대 비교기의 십자선

십자선 (十字線)은 망원경, 망원 조준경, 현미경, 또는 오실로스코프의 화면 등 관측 장치의 접안 렌즈의 가는 선이나 섬유의 그물망이다. 오늘날, 조각된 선이나 내장된 섬유들은 화면이나 접안 렌즈 위에 겹친 이미지로 대체될 수 있다.

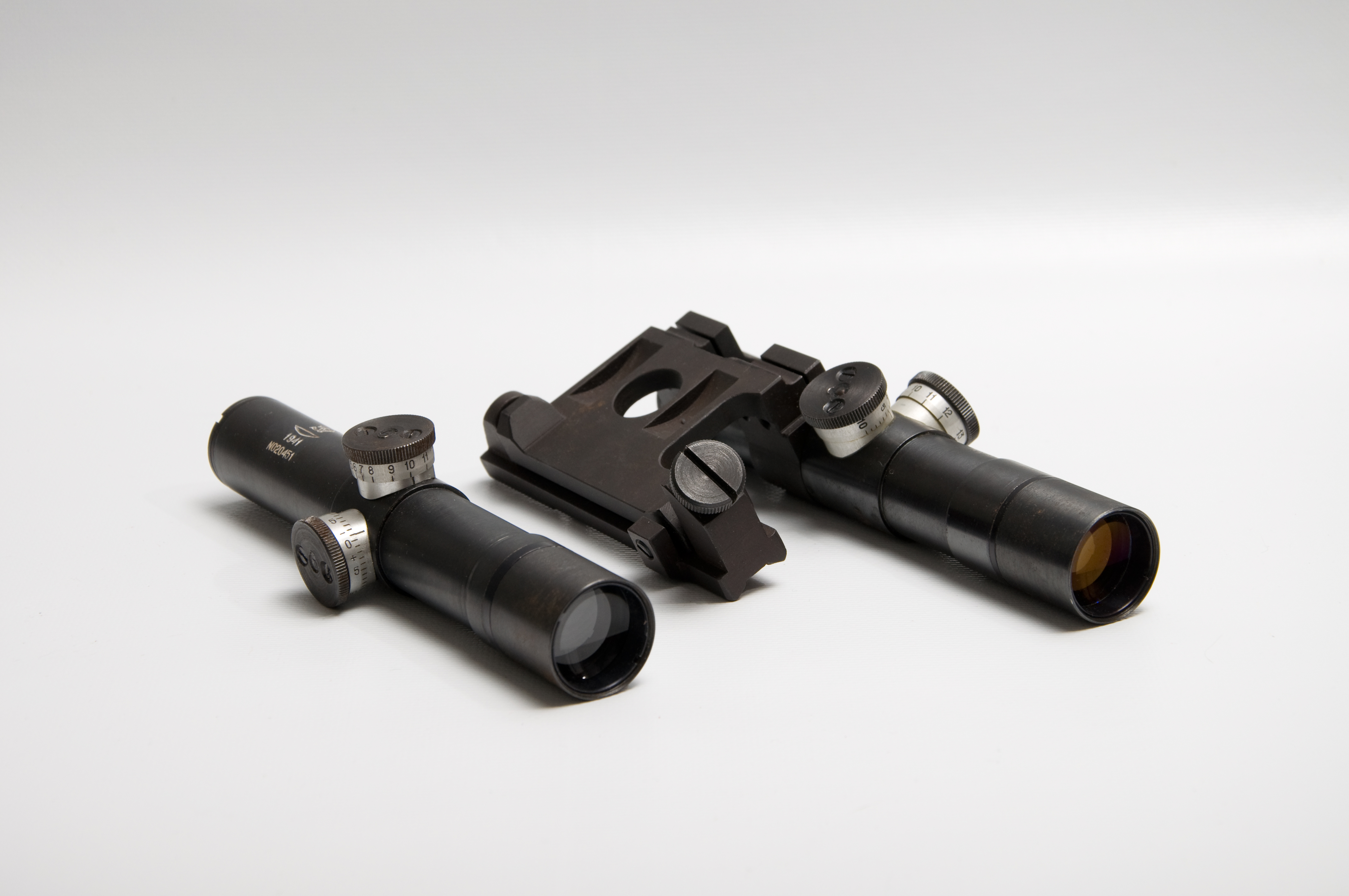
저격 총에 쓰이는 십자선 부속품 (PD-8)

## 같이 보기
- 굴절 (군사)
- 초점막 – 사진술에 쓰이고, 종종 식각된다
- 기계식 조준기
- 광조 - 내장형 집적 회로 제작에 사용되는 구멍 또는 투명도에 사용되는 부분은 "십자선"이라고도 불린다
- 저격수
- 매리 바브니크 브라운 - 기증받은 그녀의 머리털을 십자선에 썼다